# Gaiberg
Gaiberg – miejscowość i gmina w Niemczech, w kraju związkowym Badenia-Wirtembergia, w rejencji Karlsruhe, w regionie Rhein-Neckar, w powiecie Rhein-Neckar, wchodzi w skład związku gmin Neckargemünd. Leży ok. 6 km na południowy wschód od Heidelbergu.